# Chiesa di Ognissanti (Camino al Tagliamento)
La chiesa di Ognissanti è il principale luogo di culto cattolico di Camino al Tagliamento, in provincia e arcidiocesi di Udine; fa parte della forania del Medio Friuli.

## Storia e interno
La chiesa fu costruita in stile neoromanico, su progetto di Pietro Zanini, nel 1927. Le decorazioni, opera del pittore e restauratore Tiburzio Donadon, formano una commistione di stili gotico-bizantini dai richiami medievali. Nella cappella della Madonna ha trovato posto l'altare settecentesco della precedente parrocchiale, costruito intorno al 1773 da Giambattista Pariotti e fratelli. Dell'antica parrocchiale rimangono anche il fonte battesimale (1507) e i resti di un portale con teste di putti di Giovanni Antonio Pilacorte (inizio XVI secolo).